# مطاوع وبهية (فلم)
مطاوع و بهية فيلم تراجيدي مصري عراقي مشترك، من إنتاج 1982.

## أحداث الفيلم
تتمحور أحداث الفيلم حول رجل من قرية في صعيد مصر، يستشهد ابنه في حرب أكتوبر، فيطلب مقابلة رئيس الجمهورية ليكشف له أسراراً كان يعرفها ابنه.

## طاقم العمل

### تأليف
- زهير الدجيلي.[2]
- سعيد الكفراوي.

### إخراج
- صاحب حداد.[2]

### تصوير
- نهاد علي.[2]

### مونتاج
- دائرة السينما و المسرح.[2]

### موسيقى تصويرية
- صلحي الوادي.[2]

### إنتاج
- دائرة السينما و المسرح.[2]

### ممثلون
- كرم مطاوع.[2]
- سهير المرشدي.
- حسن الجندي.
- بهجت الجبوري.
- عبد الرحمن أبو زهرة.
- محمد حسين عبد الرحيم.
- إقبال نعيم.

## روابط خارجية
- مقالات تستعمل روابط فنية بلا صلة مع ويكي بيانات